# The Advertiser
The Advertiser est le seul quotidien local publié à Adélaïde, en Australie-Méridionale. Lancé le 12 juillet 1858, c'est l'un des journaux les plus diffusés d'Australie.

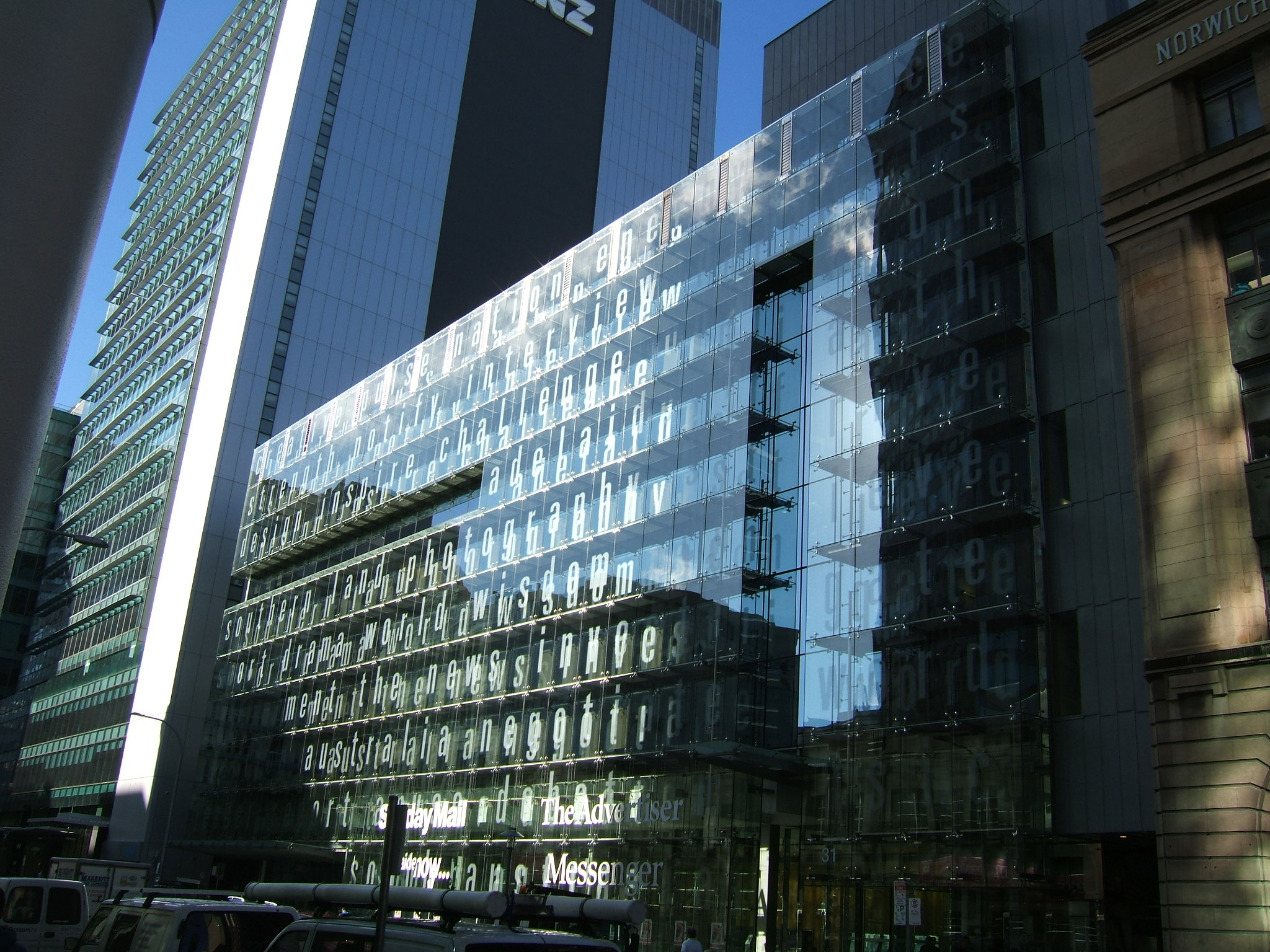
siège social de Advertiser, Adelaide en 2010

Sir John Bonython est de 1893 à 1929 le seul propriétaire de The Advertiser, dont il fait l'un des plus importants journaux d'Australie. Il œuvre en faveur de la naissance de la Fédération d'Australie, ce qui lui vaut en reconnaissance de donner son nom à une banlieue le Canberra, ainsi qu'à de nombreux endroits d'Adélaïde.
The Advertiser se situe plutôt au centre-gauche à ses débuts, mais devient de plus en plus conservateur par la suite. Cette tendance n'a fait que s’amplifier depuis son rachat par la News Corporation en 1990. La fusion avec The News qui s'ensuivit en fit un tabloïd, et son audience changea également.
Adélaïde manquant de journaux de centre-gauche, The Sydney Morning Herald et The Age ont gagné ces dernières années en popularité, bien qu'ils soient en principe destinés à Sydney et Brisbane respectivement. L'hebdomadaire The Independent Weekly a quant à lui été lancé en 2004, mais ne constitue pas à ce jour une menace pour The Advertiser.
Il existe aussi une édition pour chaque jour du weekend: The Saturday Advertiser et le Sunday Mail.